# هشت اژدهای جنگنده قطب
هشت اژدهای جنگنده قطب (انگلیسی: The Eight Diagram Pole Fighter) فیلمی در ژانر اکشن است که در سال ۱۹۸۳ منتشر شد. از بازیگران آن می‌توان به کارا هوی اشاره کرد.